# Ugo Morin

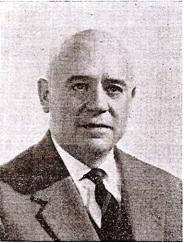
Ugo Morin, hoogleraar in Padua

Ugo Morin (Triëst, 7 februari 1901 – Padua, 1 januari 1968) was hoogleraar wiskunde aan de universiteit van Florence (1942-1945) in het koninkrijk Italië, en de universiteit van Padua (1945-1968) in de republiek Italië. Zijn specialisatie was analytische meetkunde.

## Levensloop
Morin groeide op in Triëst, in het keizerrijk Oostenrijk. Zijn ouders waren Gabriele Morin en Mali Lošinj, twee Italiaanstalige inwijkelingen afkomstig van het Kroatische eiland Losinj of in het Italiaans Losini. Het eiland behoorde zoals de rest van Dalmatië tot Oostenrijk.
Omwille van oproer van Italiaanstaligen in Triëst verhuisde de familie naar Oostenrijk, waar ze de Eerste Wereldoorlog doorbrachten. In 1918 keerde de familie naar Triëst terug. Diezelfde patriottische beweging was actief in Triëst om Dalmatië als oorlogsbuit voor Italië binnen te halen, dit in tegenspraak met het Verdrag van Saint-Germain (1919). Morin sloot zich aan bij de militie van de fascistenleider Gabriele d’Annunzio (1919); deze bezetten Fiume met gebied errond en riepen het Italiaans Regentschap Carnaro uit (1920). Morin behaalde zijn diploma middelbaar onderwijs in Fiume (1920).
Morin keerde naar Triëst terug, dat intussen deel was van het koninkrijk Italië. Aan de koopvaardijschool behaalde hij het diploma van koopvaardijkapitein (1922). Vervolgens studeerde hij wiskunde aan de universiteit van Padua (1922-1926).
Morin bleef verbonden aan de universiteit van Padua, eerst als onderzoeksassistent (1926-1935) en vervolgens als vrij docent (1935-1942). Aan de universiteit geraakte hij betrokken in antifascistische kringen. In 1942 ontving Morin de leerstoel analytische meetkunde aan de universiteit van Florence. In zijn Florentijnse periode pendelde Morin regelmatig naar Padua, en dit als lid van de clandestiene organisatie Partito d’Azione. In 1945 werd Morin lid van het regionaal comité van deze organisatie die zetel had in Venetië. Dit comité kon in 1945 met de Duitsers een regeling treffen zodat de Duitse aftocht zonder vernieling van haveninstallaties gebeurde.
In 1945 werd Morin benoemd tot hoogleraar analytische meetkunde en abstracte algebra aan de universiteit van Padua. Hij bestudeerde hoe hij de stellingen van Noether en Enriques kon uitbreiden naar meer dan twee dimensies. Tevens publiceerde hij over complexe lichamen in de ruimte en over algebraïsche hyperoppervlakken van de vierde orde.
Hij was lid van meerdere wetenschappelijke verenigingen. Zo was Morin lid van de Accademia Patavina di scienze, lettere ed arti, het Istituto Veneto di scienze, lettere e arti, de Accademia di scienze, lettere e arti di Udine. Morin was vicevoorzitter van de Unione matematica italiana ofwel de Italiaanse vereniging voor wiskundigen. In deze functie bereidde hij mee handboeken wiskunde voor, zowel voor leerlingen van het voortgezet onderwijs als voor leraars.
Van 1951 tot 1956 zetelde hij in de gemeenteraad van Padua, voor de Partito Socialista Italiano.

## Eerbewijzen
Een school voor voortgezet onderwijs in Mestre, Venetië, is naar hem genoemd, alsook een onderzoekscentrum in Treviso.